# تريسيرو
تريسيرو هي بلدية في مقاطعة فرشيلي التابعة لإقليم بييمونتي الإيطالي، تقع على بعد حوالي 50 كيلومتر (31 ميل) إلى الشمال الشرقي من مدينة تورينو وحوالي 11 كيلومتر (7 ميل) إلى الجنوب الغربي من فيرتشيلي. في 31 كانون الأول / ديسمبر 2004 كان عدد سكانها 627 نسمة، وتبلغ مساحتها 12.2 كيلومتر مربع (4.7 ميل2).
تقع تريسيرو على حدود البلديات التالية: كوستانزانا، ديسانا، رونسيكو، ترينو.